# Сім смертних гріхів (фільм, 1962)
«Сім смертних гріхів» (фр. «Les sept péchés capitaux») — французько-італійська кінокомедія, що складається з семи новел, що вийшла 7 березня 1962 року.

## Сюжет
Кожен з семи режисерів розповідає про один зі смертних гріхів у своїй окремій новелі. «Гнів» переростає в ядерну війну. У «Лінощах» кінозірка платить гроші, щоб йому зав'язували шнурки. У «Ненаситний», сімейство їде на похорони родича, щоб добре поїсти і так далі.

## У ролях
- Даніель Барро
- Жан-П'єр Кассель
- Жак Шарр'є
- Клод Ріш
- Саша Бріке
- Жан-Клод Бріалі
- Дані Саваль
- Клод Брассер
- Женевьєв Казіль
- Жан Мюрат
- Жан-П'єр Омон - чоловік дружини

## Знімальна група
- Режисер — Філіпп де Брока, Клод Шаброль, Жак Демі, Сільван Доме, Макс Дюї, Жан-Люк Годар, Едуар Молінаро, Роже Вадим
- Сценарій — Данієль Буланже, Клод Шаброль, Жак Демі, Жан-Люк Годар, Ежен Іонеско, Фелісьєн Марсо, Клод Моріак, Роже Вадим, Роже Пейрефітт
- Оператори — Анрі Деке, Луїс Міальє, Жан Пензер, Жан Раб'є
- Композитори — Саша Дістель, П'єр Жансен, Мішель Легран
- Художники — Макс Дюї, Бернард Евейн
- Монтаж — Жан Фейт, Жак Геллар